# Diehlstadt (Misuri)
Diehlstadt es una villa ubicada en el condado de Scott en el estado estadounidense de Misuri. En el Censo de 2010 tenía una población de 161 habitantes y una densidad poblacional de 840,03 personas por km².

## Geografía
Diehlstadt se encuentra ubicada en las coordenadas 36°57′34″N 89°25′56″O / 36.95944, -89.43222. Según la Oficina del Censo de los Estados Unidos, Diehlstadt tiene una superficie total de 0.19 km², de la cual 0.19 km² corresponden a tierra firme y (0%) 0 km² es agua.

## Demografía
Según el censo de 2010, había 161 personas residiendo en Diehlstadt. La densidad de población era de 840,03 hab./km². De los 161 habitantes, Diehlstadt estaba compuesto por el 98.76% blancos, el 0% eran afroamericanos, el 0% eran amerindios, el 0% eran asiáticos, el 0% eran isleños del Pacífico, el 0% eran de otras razas y el 1.24% pertenecían a dos o más razas. Del total de la población el 0% eran hispanos o latinos de cualquier raza.